# Chiropetalum
Chiropetalum é um género botânico pertencente à família Euphorbiaceae.
As espécies deste gênero estão distribuidos no México e América do Sul.

## Sinonímia
| - Aonikena Speg. - Desfontaena Vell. | - Desfontaina Steud. - Desfontainea Rchb. |

## Espécies
Constituido por 31 espécies:
| - Chiropetalum anisotrichum - Chiropetalum argentinense - Chiropetalum astroplethos - Chiropetalum berteranum - Chiropetalum berterianum - Chiropetalum boliviense - Chiropetalum canescens - Chiropetalum cremnophilum - Chiropetalum cupreum - Chiropetalum foliosum - Chiropetalum gigouxii | - Chiropetalum griseum - Chiropetalum gymnadenium - Chiropetalum intermedium - Chiropetalum lanceolatum - Chiropetalum lineatum - Chiropetalum molle - Chiropetalum ovatum - Chiropetalum patagonicum - Chiropetalum pavonianum - Chiropetalum peruvianum - Chiropetalum phalacradenium | - Chiropetalum pilosistylum - Chiropetalum quinquecuspidatum - Chiropetalum ramboi - Chiropetalum ruizianum - Chiropetalum schiedeana - Chiropetalum schiedeanum - Chiropetalum sponiella - Chiropetalum triandrum - Chiropetalum tricoccum - Chiropetalum tricuspidatum |

## Nome e referências
Chiropetalum A.Juss.